# Jasmin Tabatabai
Jasmin Tabatabai (in persiano: یاسمین طباطبایی; Teheran, 8 giugno 1967) è un'attrice e cantante iraniana naturalizzata tedesca.

## Biografia
Nata a Teheran da padre persiano e madre tedesca, Jasmin Tabatabai si è stabilita con i genitori e la sorella Susann a Stoccarda nel 1979 in seguito alla rivoluzione islamica che ha segnato la fine della monarchia. Dopo aver completato le scuole superiori, ha seguito studi di recitazione. Il suo debutto cinematografico risale al 1992, con una piccola parte in Welcher Film.
Nel 1997 ha ottenuto il suo primo ruolo importante in Bandits, film musicale che racconta l'evasione di quattro giovani musiciste detenute. La pellicola ha riscosso un grande successo di botteghino in Germania; buoni riscontri di vendite si sono registrati per la colonna sonora, le cui canzoni sono eseguite in gran parte proprio da Jasmin, che da questo momento ha iniziato anche una fortunata carriera di popstar. Nel 2006 è stata tra i protagonisti del film Le particelle elementari.

## Vita privata
Jasmin Tabatabai è stata sposata dal 2003 al 2007 con Tico Zamora, membro della sua band. I due hanno messo al mondo nel 2002 la figlia Angelina Sherri. Dopo aver divorziato, Jasmin ha avuto altri due figli, una femmina e un maschio, nati rispettivamente nel 2008 e nel 2013: il padre è l'attuale suo compagno, l'attore Andreas Pietschmann. Vivono a Berlino, nel quartiere Pankow.

## Filmografia parziale
- Bandits, regia di Katja von Garnier (1997)
- Late Show, regia di Helmut Dietl (1999)
- Gripsholm, regia di Xavier Koller (2000)
- Moonlight Tariff (Mondscheintarif), regia di Ralf Huettner (2001)
- Fremde Haut, regia di Angelina Maccarone (2005)
- Le particelle elementari, regia di Oskar Roehler (Elementarteilchen, 2006)
- La banda Baader Meinhof (2008), regia di Uli Edel

## Discografia parziale

### Album in studio
- 1997 - Bandits soundtrack
- 2002 - Only Love
- 2004 - Iron Jawed Angels soundtrack
- 2007 - Blood and Chocolate soundtrack
- 2011 - Eine Frau
- 2016 - Was sagt man zu den Menschen, wenn man traurig ist?
- 2020 - Jagd auf Rehe